# Сен-Ремез
Сен-Реме́з (фр. Saint-Remèze, окс. Sant Remèsi) — коммуна во Франции, находится в регионе Рона — Альпы. Департамент коммуны — Ардеш. Входит в состав кантона Бур-Сент-Андеоль. Округ коммуны — Прива.
Код INSEE коммуны 07291.

## Население
Население коммуны на 2008 год составляло 845 человек.
| 1962 | 1968 | 1975 | 1982 | 1990 | 1999 | 2008 |
| ---- | ---- | ---- | ---- | ---- | ---- | ---- |
| 429  | 449  | 436  | 474  | 454  | 554  | 845  |

## Экономика
Основу экономики составляют сельское хозяйство и туризм.
В 2007 году среди 500 человек в трудоспособном возрасте (15-64 лет) 347 были экономически активными, 153 — неактивными (показатель активности — 69,4 %, в 1999 году было 67,7 %). Из 347 активных работали 291 человек (169 мужчин и 122 женщины), безработных было 56 (22 мужчины и 34 женщины). Среди 153 неактивных 40 человек были учениками или студентами, 41 — пенсионерами, 72 были неактивными по другим причинам.

## Достопримечательности
- Ущелье Ардеш, часть Национального природного заповедника Горж-де-л’Ардеш
- Многочисленные пещеры и несколько питчей
- Музей лаванды
- 20 дольменов

## Фотогалерея

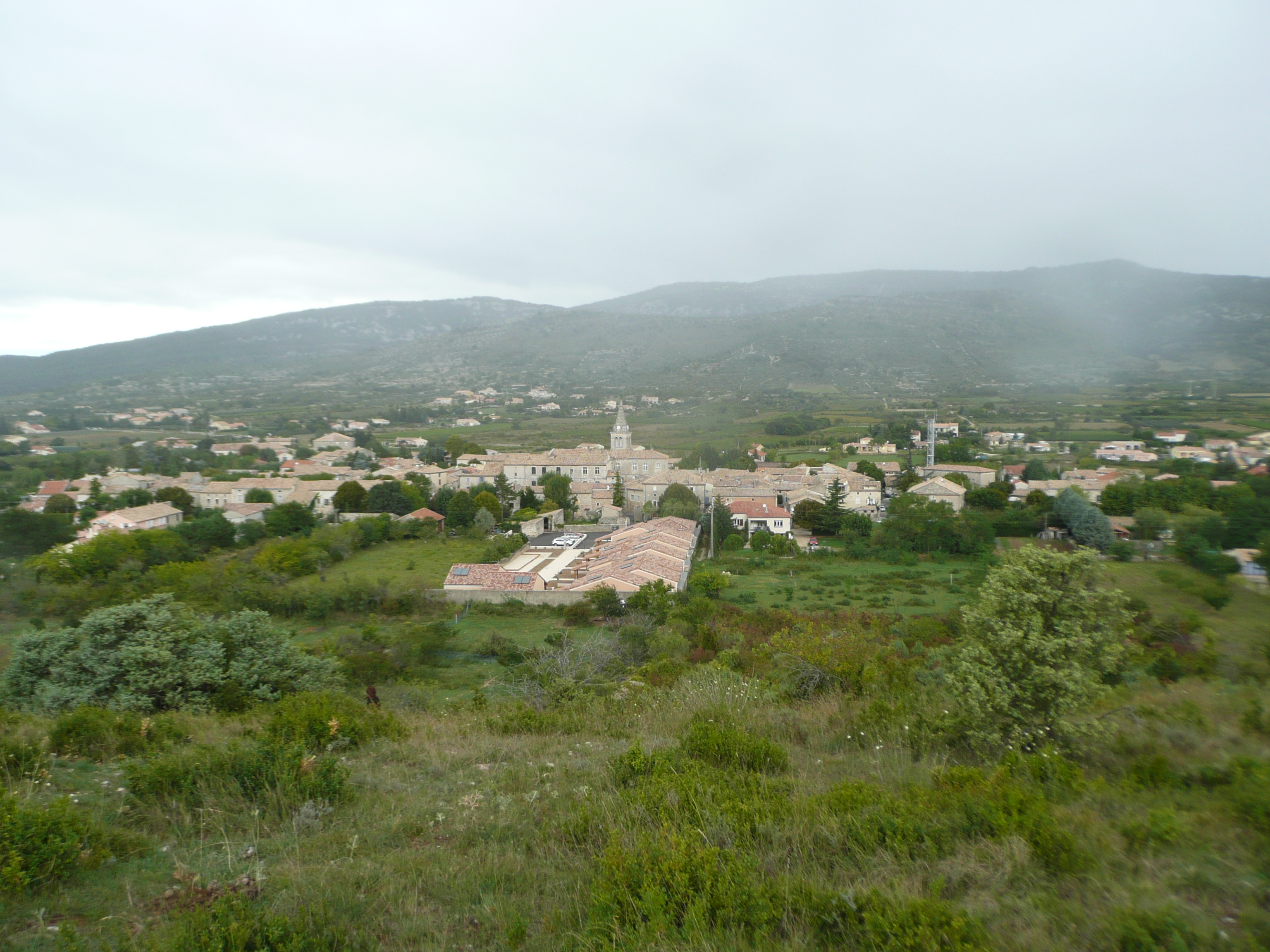
Сен-Ремез
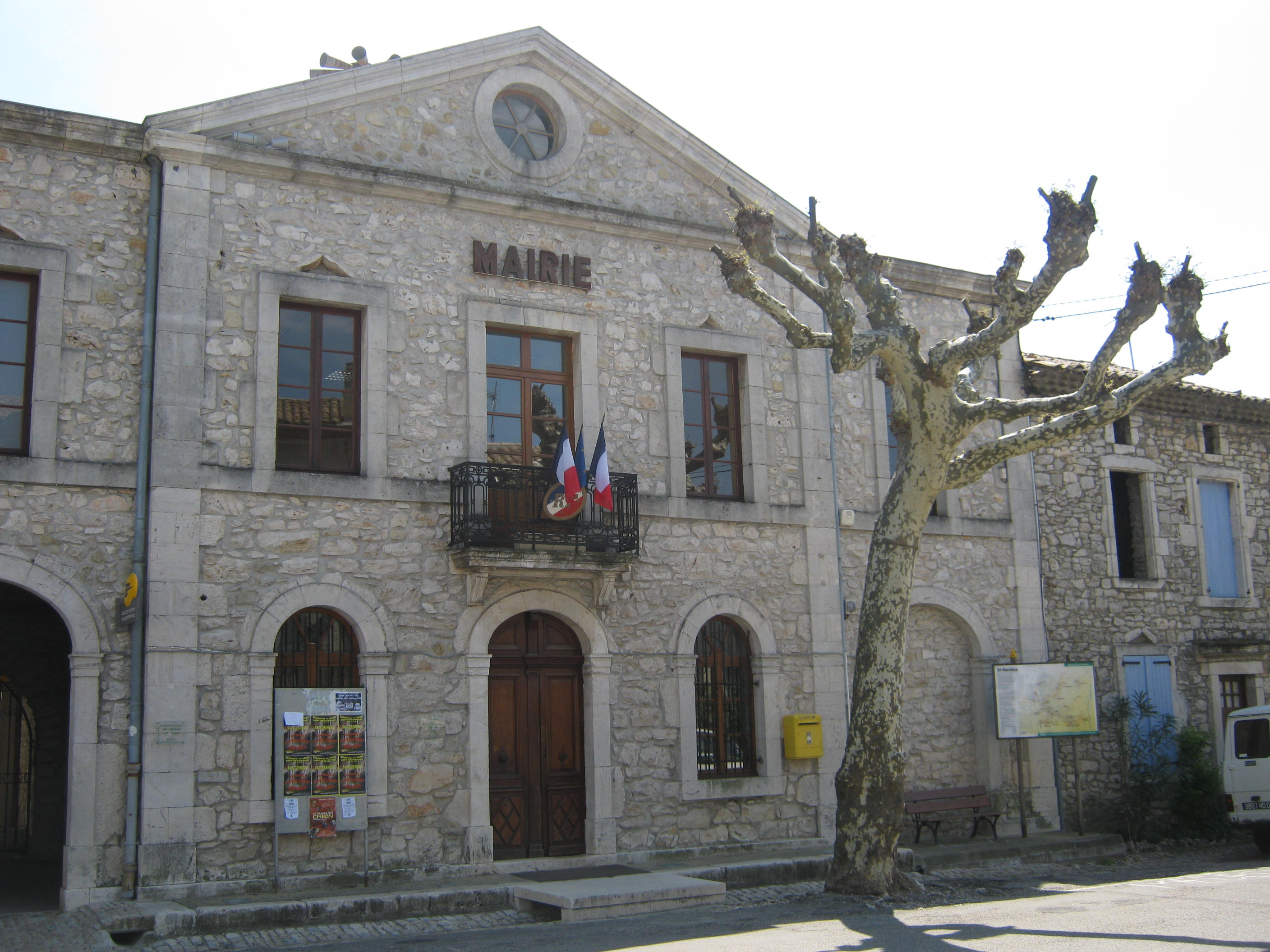
Мэрия
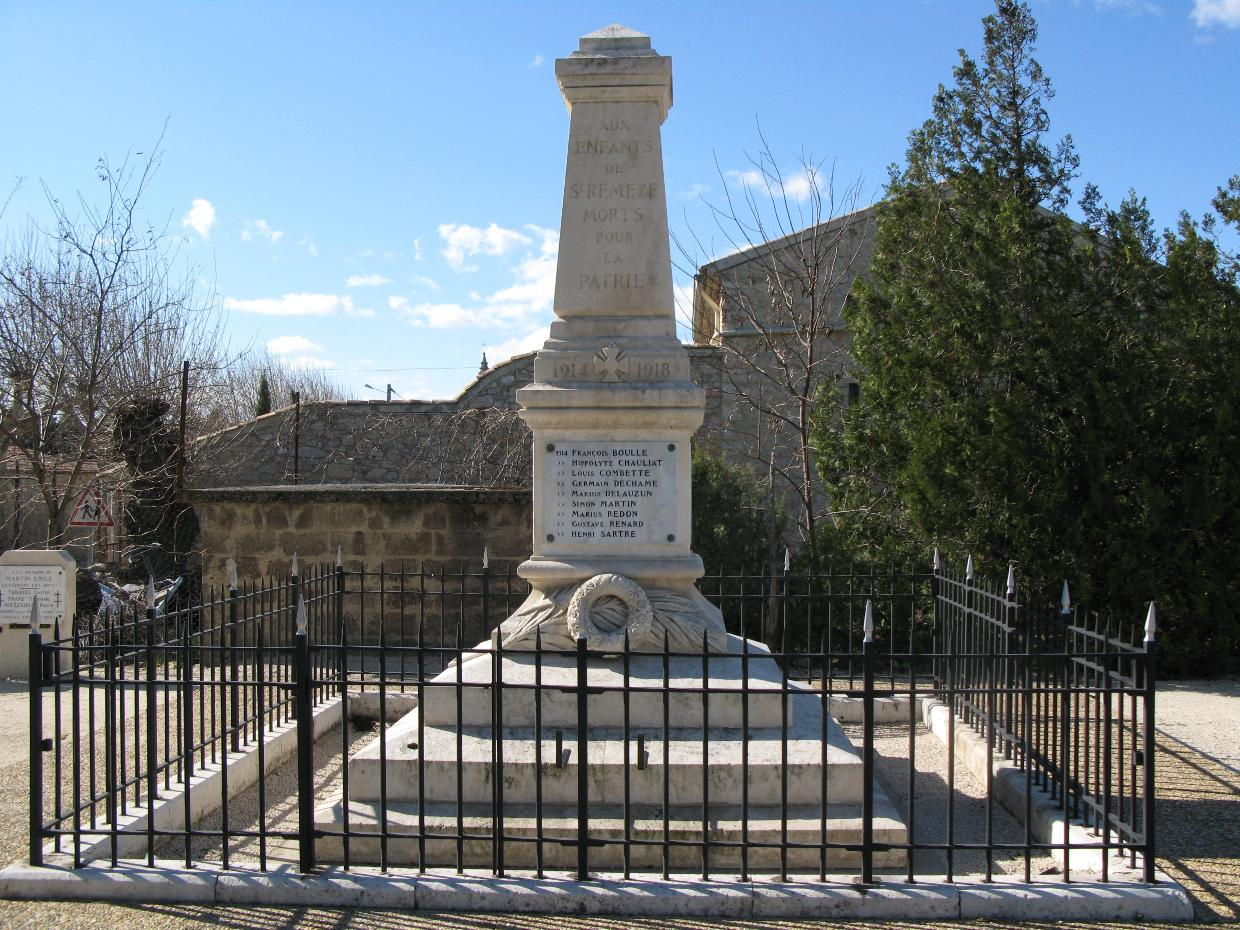
Памятник погибшим в Первой мировой войне
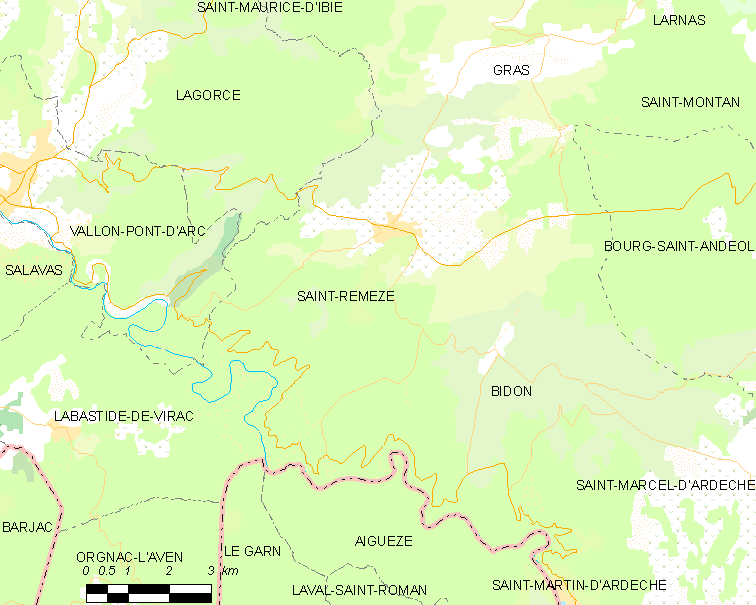
Карта коммуны